# Pe urmele caporalului
Pe urmele caporalului (în franceză Le Caporal épinglé) este un film francez din 1962 regizat de Jean Renoir, cu Jean-Pierre Cassel, Claude Brasseur și Claude Rich în rolurile principale. A fost prezentat la cel de-al 12-lea Festival Internațional de Film de la Berlin.
Renoir a filmat în Austria în 1961, cu un scenariu bazat pe cartea lui Jacques Perret, inspirată de propriile sale experiențe ca prizonier de război. Prietenul și asistentul de regie al lui Renoir, Guy Lefranc⁠(d), a fost și el prizonier de război în timpul celui de-al doilea război mondial și a dezvoltat proiectul timp de șapte ani. Povestea servește ca o piesă însoțitoare a filmului regizorului din 1937, Iluzia cea mare, care reunește din nou bărbați din spectrul social larg al societății franceze pentru a descrie eforturile sisifice ale unui bărbat de a scăpa de captivitatea dintr-un lagăr de prizonieri german.

## Prezentare
Printre cei peste un milion de prizonieri de război francezi duși să muncească în lagărele din Germania în 1940 se numără și Caporalul, un tânăr de origine bună, care, considerând insuportabile opresiunea Germaniei naziste și mizeria vieții din închisoare, face eforturi repetate pentru a scăpa. Evadările dintr-o tabără de exploatare forestieră, o fabrică de cărămidă și o fermă de produse lactate duc la recapturarea sa, urmate de săptămâni petrecute într-un batalion disciplinar. Dus în oraș pentru un tratament stomatologic, el începe să aibă o relație afectuoasă cu fiica adolescentă a dentistei, Erika.
În ultima sa incursiune, împreună cu doi însoțitori, folosește trucul de a măsura drumul prin porțile lagărului și apoi de a dispărea încă odată. Sunând la ușa cabinetului stomatologic, Erika îi dă voie să intre și, când i se cer haine civile, ea le oferă. Unul dintre ei este prins, iar ceilalți doi scapă după ce primesc o coroană de flori și participă la o procesiune funerară. Urcând într-un tren, sunt identificați ca străini de către un pasager și este chemată poliția militară⁠(d). În acel moment, trenul este bombardat puternic de Aliați, astfel toată lumea sare din tren și fuge pe câmpie. Cei doi întâlnesc un fermier care se dovedește a fi un alt evadat francez: el le dă mâncare și le spune care este drumul sigur către frontieră. Caporalul și tovarășul său se întâlnesc apoi pe un pod din Paris, acum ca oameni liberi printre prietenii din țara pe care o iubesc.

## Distribuție
- Jean-Pierre Cassel – caporalul
- Claude Brasseur – 'Papa' / 'Pop'
- O. E. Hasse – călătorul beat din tren
- Claude Rich – Ballochet
- Jacques Jouanneau – Penche-à-gauche
- Sacha Briquet – evadatul care s-a deghizat în bătrână
- Raymond Jourdan – Hippolyte Dupieu
- Guy Bedos – Prizonierul care se bâlbâie și este prins când ceilalți doi scapă
- Philippe Castelli – Prizonierul electrician
- Gérard Darrieu – Omul cu ochii încrucișați
- Cornelia Froboess – Erika Schmidt (Conny Froboess), fata adolescentă a dentistei

## Producție
Guy Lefranc a fost asistent de regie. Decorurile filmului au fost proiectate de directorul artistic Wolf Witzemann. Au avut loc filmări exterioare în jurul Parisului și Vienei.